# Гриценко, Сергей Вячеславович
Сергей Вячеславович Гриценко (укр. Сергій В'ячеславович Гриценко, позывной — Питон; 2001, Харьков — 8 августа 2023, Работино) — украинский военнослужащий, лейтенант, участник российско-украинской войны. Герой Украины (2024, посмертно).

## Биография
Во время полномасштабного вторжения России в Украину Сергей Гриценко командовал миномётным расчётом. 8 августа 2023 года погиб в результате миномётного обстрела вблизи села Работино Пологовского района Запорожской области.
28 июня 2024 года посмертно Сергею Гриценко присвоено звание Героя Украины.

## Награды
- Звание «Герой Украины» с удостоением ордена «Золотая Звезда» (28 июня 2024, посмертно) — за личное мужество и героизм, проявленные в защите государственного суверенитета и территориальной целостности Украины, верность военной присяге[2].